# Borderline (1995)
Borderline ist ein US-amerikanischer Pornospielfilm des Regisseurs Paul Thomas aus dem Jahre 1995.

## Handlung
Daniel und Julia sind verheiratet, betrügen sich aber bereits seit drei Jahren gegenseitig. Sie planen dies nun offiziell zu machen und ihre Freiheit bei einem Ausflug nach Mexiko zu genießen. Auf dem Weg nach Süden haben sie Probleme mit ihrem Auto und sind gezwungen, in einem mexikanischen Dorf anzuhalten. Sie verbringen vier Tage in der lokalen Kultur und lernen jeweils unterschiedliche Frauen und Männer kennen. 

## Produktion und Veröffentlichung
Der Film entstand 1995 unter der Regie von Paul Thomas bei Vivid Entertainment. Das Unternehmen veröffentlichte den Film in den USA und den Niederlanden im VHS-Format. 

## Auszeichnungen
- 1995: XRCO Award: Best Film
- 1996: AVN Award: Best Group Sex Scene (Film) (Orgien-Finale[1] mit Felecia, Jill Kelly, Tabitha, Missy, Nici Sterling, Celeste, Dorian Grant und anderen)